# Maurice Gibb
Maurice Ernest Gibb (Douglas, 1949. december 22. – Miami, 2003. január 12.) ötszörös Grammy-díjas angol énekes, zeneszerző, dalszövegíró, a Bee Gees együttes tagja. Bátyja Barry Gibb, ikertestvére Robin Gibb, akinél kb. 35 perccel fiatalabb. A Bee Gees Ausztráliában kezdte karrierjét, nagyobb sikert pedig azután arattak, miután visszatértek Angliába. A trió minden idők egyik legsikeresebb popcsapatává vált.

## Élete
Maurice Ernest Gibb néven született Barbara és Hugh Gibb negyedik gyermekeként. Idősebb testvérei: Lesley (sz. 1945-ben), Barry (sz. 1946-ban), és Robin (ikertestvér, sz. 1949-ben); fiatalabb testvére Andrew (sz. 1958-ban). Chorlton-cum-Hardy-ban (Manchester, Anglia) nőtt fel. A család 1958 végén Ausztráliába, Brisbane Redcliffe nevű kerületébe költözött.
Maurice egy skót popsztár, Lulu férje volt 1969-től 1973-ig. Gyermekük nem született. Válásukhoz a saját kötelességeik okozta nyomás vezetett. Második feleségétől, Yvonne-tól két gyermeke született: Adam és Samantha.
Maurice szeretett paintballozni, és alapított egy Royal Rat Rangers nevű csapatot. Az egylet neve arra utal, hogy Maurice megkapta a Commander of the British Empire címet, illetve azokra az időkre, amikor tagja volt a Little River AA-csapatnak, ahol a tagok river rat-nek, azaz folyami patkányoknak hívták egymást. Támogatta a sportágat amikor csak tudta, és nyitott egy paintballfelszerelés-boltot "Commander Mo's Paintball Shop" ("Mo parancsnok paintball-boltja") néven North Miami Beach-ben, Floridában.

## Halála
2003. január 12-én halt meg egy Miami Beach-i (floridai) kórházban. Január 9-én szállították kórházba súlyos bélpanaszokkal, halálát a műtét közben kapott infarktus okozta. Halálát követően testvérei, Barry és Robin azt nyilatkozták: többé nem fognak Bee Gees-ként színpadra lépni.

## Díjai
1994-ben bekerült a Dalszerzők Örök Halhatatlanjai közé (Songwriters Hall of Fame).
1997-ben a Bee Gees-t besorolták a Rock and Roll Nagyjai közé (Rock and Roll Hall of Fame).
2002-ben testvéreivel együtt megkapta a Brit Birodalom Rendje parancsnoki fokozatát (CBE), de a kitüntetést csak halála után, 2004-ben adták át. A díjátadó ceremónián fia, Adam képviselte.

## Munkái

### Nagylemezek
- 1970: The Loner (kiadatlan)
- 1981: Strings and Things (kiadatlan)
- 1984: A Breed Apart (kiadatlan)

### Kislemezek
- 1970: Railroad
- 1984: Hold Her In Your Hand
- 2001: The Bridge (kiadatlan)

### Filmzenék
- 1984: A Breed Apart
- 1985: The Supernaturals

### Musical
- 1970: Sing A Rude Song

### Produceri közreműködés
- 1970: Tin Tin: Tin Tin
- 1971: Tin Tin: Astral Taxi
- 1979: Osmonds: Steppin' Out
- 1986: Carola: Runaway
- 2005: MEG

## Fordítás
- Ez a szócikk részben vagy egészben  a   Maurice Gibb című angol Wikipédia-szócikk fordításán alapul.  Az eredeti cikk szerkesztőit annak laptörténete sorolja fel. Ez a jelzés csupán a megfogalmazás eredetét és a szerzői jogokat jelzi, nem szolgál a cikkben szereplő információk forrásmegjelöléseként.